# Lycosa immanis
Lycosa immanis är en spindelart som beskrevs av Ludwig Carl Christian Koch 1879. Lycosa immanis ingår i släktet Lycosa och familjen vargspindlar. Inga underarter finns listade i Catalogue of Life.